# Campeonato Mundial de Atletismo Júnior de 2014 - Marcha atlética 10000 m masculina
A prova da Marcha atlética 10 km masculino do Campeonato Mundial de Atletismo Júnior de 2014 ocorreu entre no dia 25 de julho em Eugene, nos Estados Unidos. 

## Recordes
Antes desta competição, os recordes mundiais e do campeonato nesta prova eram os seguintes:
|     | Nome                | Nacionalidade | Tempo    | Local     | Data                |
| --- | ------------------- | ------------- | -------- | --------- | ------------------- |
| WJR | Viktor Burayev      | Rússia        | 38:46.40 | Moscou    | 20 de maio de 2000  |
| CR  | Stanislav Emelyanov | Rússia        | 39:35.01 | Bydgoszcz | 11 de julho de 2008 |

Os seguintes recordes mundiais ou do campeonato foram estabelecidos durante esta competição: 
| Data        | Evento | Nome              | Nacionalidade | Tempo    | Notas |
| ----------- | ------ | ----------------- | ------------- | -------- | ----- |
| 25 de julho | Final  | Daisuke Matsunaga | Japão         | 39:27.19 | CR    |

## Medalhistas
| Ouro                    | Prata              | Bronze                |
| Daisuke Matsunaga (JPN) | Diego García (ESP) | Paolo Yurivilca (PER) |

## Cronograma
Todos os horários são locais (UTC-7).
| Data        | Hora  | Evento |
| ----------- | ----- | ------ |
| 25 de julho | 10:00 | Final  |

## Resultados
A prova final foi realizada no dia 25 de julho às 10:00. 
| Posição           | Atleta                          | Nacionalidade          | Tempo    | Notas                |
| ----------------- | ------------------------------- | ---------------------- | -------- | -------------------- |
| Medalha de ouro   | Daisuke Matsunaga               | Japão                  | 39:27.19 | CR                   |
| Medalha de prata  | Diego García                    | Espanha                | 39:51.59 | NJR                  |
| Medalha de bronze | Paolo Yurivilca                 | Peru                   | 40:02.07 | NJR                  |
| 4                 | Yuga Yamashita                  | Japão                  | 40:15.27 | Recorde pessoal      |
| 5                 | Nikolay Markov                  | Rússia                 | 40:22.48 | Recorde pessoal      |
| 6                 | Zaharías Tsamoudákis            | Grécia                 | 40:35.89 | NJR                  |
| 7                 | Ricardo Ortiz                   | México                 | 40:40.31 | Recorde pessoal      |
| 8                 | Wang Rui                        | China                  | 40:48.62 | Recorde da temporada |
| 9                 | José Luis Doctor                | México                 | 40:49.71 | Recorde pessoal      |
| 10                | César Augusto Rodríguez         | Peru                   | 41:57.90 | Recorde pessoal      |
| 11                | Jürgen Grave                    | Guatemala              | 42:00.06 | Recorde pessoal      |
| 12                | Muratcan Karapınar              | Turquia                | 42:01.42 | NJR                  |
| 13                | Brayan Fuentes                  | Colômbia               | 42:18.59 | Recorde pessoal      |
| 14                | Jean Blancheteau                | França                 | 42:33.44 | Recorde pessoal      |
| 15                | Pablo Oliva                     | Espanha                | 42:41.08 | Recorde pessoal      |
| 16                | Miroslav Úradník                | Eslováquia             | 42:49.92 | Recorde pessoal      |
| 17                | Nathan Brill                    | Austrália              | 42:54.39 | Recorde da temporada |
| 18                | Jonathan Hilbert                | Alemanha               | 43:02.55 | Recorde da temporada |
| 19                | José Israel Meléndez            | Porto Rico             | 43:05.12 | NJR                  |
| 20                | Nathaniel Seiler                | Alemanha               | 43:12.78 | Recorde da temporada |
| 21                | Bence Venyercsán                | Hungria                | 43:25.62 | Recorde pessoal      |
| 22                | Marek Adamowicz                 | Canadá                 | 43:25.84 | Recorde pessoal      |
| 23                | Gregorio Angelini               | Itália                 | 43:34.10 | Recorde pessoal      |
| 24                | Daniele Todisco                 | Itália                 | 43:47.06 | Recorde pessoal      |
| 25                | Tomasz Bagdány                  | Hungria                | 43:53.13 | Recorde pessoal      |
| 26                | Choe Byeongho                   | Coreia do Sul          | 44:57.84 | Recorde da temporada |
| 27                | Xu Gang                         | China                  | 45:10.35 | Recorde da temporada |
| 28                | Anthony Peters                  | Estados Unidos         | 45:31.86 | Recorde pessoal      |
| 29                | Martynas Jarusevičius           | Lituânia               | 45:46.96 | Recorde da temporada |
| 30                | Michal Morvay                   | Eslováquia             | 46:34.31 | Recorde pessoal      |
| 31                | Al Shaali Hassan Jasim Alnuaimi | Emirados Árabes Unidos | 48:03.91 | Recorde da temporada |
| 32                | Hamad Ali Alhindaassi           | Emirados Árabes Unidos | 48:07.22 | Recorde da temporada |
| 33                | Jesse Osborne                   | Austrália              | 49:53.38 |                      |
| 34                | Maxim Krasnov                   | Rússia                 | DSQ      | 230.6(a)             |
| 35                | Braulio Morocho                 | Equador                | DSQ      | 230.6(a)             |
| 36                | Brian Pintado                   | Equador                | DSQ      | 230.6(a)             |
| 37                | Ioánnis Vaítsis                 | Grécia                 | DSQ      | 230.6(a)             |

Nota: 
Regra 230.6 (a) da IAAF - Incumprimento repetitivo de formação da largada da corrida
Legenda
| Recorde mundial       | Recorde mundial (World record)               |                       | Recorde africano                      | Recorde africano (African) |                                           | Q | Classificado por posição (Qualified) |
| Recorde do campeonato | Recorde do campeonato (Championship record)  | Recorde da América    | Recorde da América (Americas)         | q                          | Classificado por melhor tempo (Qualified) |   |                                      |
| Melhor marca do ano   | Melhor marca do ano (World leading)          | Recorde asiático      | Recorde asiático (Asian)              | DNS                        | Não largou (Did not start)                |   |                                      |
| Recorde nacional      | Recorde nacional (National record)           | Recorde europeu       | Recorde europeu (European)            | DNF                        | Não terminou (Did not finish)             |   |                                      |
| Recorde pessoal       | Recorde pessoal do atleta (Personal best)    | Recorde da Oceania    | Recorde da Oceania (Oceania)          | DSQ / DQ                   | Desclassificado (Disqualified)            |   |                                      |
| Recorde da temporada  | Recorde da temporada do atleta (Season best) | Recorde sul-americano | Recorde sul-americano (South America) | NM                         | Sem marca (No mark)                       |   |                                      |